# Campionati europei di hockey su pista 1963
I Campionati Europei 1963 furono la 26ª edizione dei campionati europei di hockey su pista; la manifestazione venne disputata in Portogallo a Porto dal 26 aprile al 3 maggio 1963.

La competizione fu organizzata dalla Fédération Internationale de Roller Sports.

Il torneo fu vinto dalla nazionale portoghese per la 9ª volta nella sua storia.

## Città ospitanti e impianti sportivi
| CITTÀ | IMPIANTO           | CAPIENZA |
| Porto | Pavilhão Rosa Mota | 4.568    |

## Svolgimento del torneo

### Risultati
| Porto 1963 | Belgio | 2 – 1 | Francia | Pavilhão Rosa Mota |

| Porto 1963 | Belgio | 2 – 2 | Germania Ovest | Pavilhão Rosa Mota |

| Porto 1963 | Belgio | 2 – 8 | Inghilterra | Pavilhão Rosa Mota |

| Porto 1963 | Belgio | 0 – 7 | Italia | Pavilhão Rosa Mota |

| Porto 1963 | Belgio | 2 – 5 | Paesi Bassi | Pavilhão Rosa Mota |

| Porto 1963 | Belgio | 0 – 14 | Portogallo | Pavilhão Rosa Mota |

| Porto 1963 | Belgio        | 0 – 3 | Spagna | Pavilhão Rosa Mota\| Arbitro: \| Pierre Buhler \| |
| Arbitro:   | Pierre Buhler |       |        |                                                   |

| Porto 1963 | Belgio | 1 – 5 | Svizzera | Pavilhão Rosa Mota |

| Porto 1963 | Francia | 0 – 3 | Germania Ovest | Pavilhão Rosa Mota |

| Porto 1963 | Francia | 0 – 2 | Inghilterra | Pavilhão Rosa Mota |

| Porto 1963 | Francia | 1 – 7 | Italia | Pavilhão Rosa Mota |

| Porto 1963 | Francia | 0 – 3 | Paesi Bassi | Pavilhão Rosa Mota |

| Porto 1963 | Francia | 0 – 9 | Portogallo | Pavilhão Rosa Mota |

| Porto 1963 | Francia         | 0 – 4 | Spagna | Pavilhão Rosa Mota\| Arbitro: \| Bert Van Dinter \| |
| Arbitro:   | Bert Van Dinter |       |        |                                                     |

| Porto 1963 | Francia | 1 – 4 | Svizzera | Pavilhão Rosa Mota |

| Porto 1963 | Germania Ovest | 0 – 2 | Inghilterra | Pavilhão Rosa Mota |

| Porto 1963 | Germania Ovest | 4 – 1 | Italia | Pavilhão Rosa Mota |

| Porto 1963 | Germania Ovest | 1 – 2 | Paesi Bassi | Pavilhão Rosa Mota |

| Porto 1963 | Germania Ovest | 1 – 13 | Portogallo | Pavilhão Rosa Mota |

| Porto 1963 | Germania Ovest | 0 – 5 | Spagna | Pavilhão Rosa Mota\| Arbitro: \| Bruno Tiezzi \| |
| Arbitro:   | Bruno Tiezzi   |       |        |                                                  |

| Porto 1963 | Germania Ovest | 2 – 2 | Svizzera | Pavilhão Rosa Mota |

| Porto 1963 | Inghilterra | 0 – 4 | Italia | Pavilhão Rosa Mota |

| Porto 1963 | Inghilterra | 0 – 2 | Paesi Bassi | Pavilhão Rosa Mota |

| Porto 1963 | Inghilterra | 1 – 7 | Portogallo | Pavilhão Rosa Mota |

| Porto 1963 | Inghilterra     | 0 – 5 | Spagna | Pavilhão Rosa Mota\| Arbitro: \| Bert Van Dinter \| |
| Arbitro:   | Bert Van Dinter |       |        |                                                     |

| Porto 1963 | Inghilterra | 3 – 3 | Svizzera | Pavilhão Rosa Mota |

| Porto 1963 | Italia | 2 – 3 | Paesi Bassi | Pavilhão Rosa Mota |

| Porto 1963 | Italia | 2 – 8 | Portogallo | Pavilhão Rosa Mota |

| Porto 1963 | Italia       | 2 – 5 | Spagna | Pavilhão Rosa Mota\| Arbitro: \| Rosa Ribeiro \| |
| Arbitro:   | Rosa Ribeiro |       |        |                                                  |

| Porto 1963 | Italia | 3 – 3 | Svizzera | Pavilhão Rosa Mota |

| Porto 1963 | Paesi Bassi | 1 – 7 | Portogallo | Pavilhão Rosa Mota |

| Porto 1963 | Paesi Bassi | 1 – 2 | Spagna | Pavilhão Rosa Mota |

| Porto 1963 | Paesi Bassi | 0 – 2 | Svizzera | Pavilhão Rosa Mota |

| Porto 1963 | Portogallo | 2 – 0 | Spagna | Pavilhão Rosa Mota |

| Porto 1963 | Portogallo | 4 – 1 | Svizzera | Pavilhão Rosa Mota |

| Porto 1963 | Spagna | 5 – 1 | Svizzera | Pavilhão Rosa Mota |

### Classifica
|    | Squadra        | PT | G | V | N | P | GF | GS | Diff. |
| -- | -------------- | -- | - | - | - | - | -- | -- | ----- |
| 1. | Portogallo     | 16 | 8 | 8 | 0 | 0 | 59 | 6  | +53   |
| 2. | Spagna         | 14 | 8 | 7 | 0 | 1 | 29 | 6  | +23   |
| 3. | Paesi Bassi    | 10 | 8 | 5 | 0 | 3 | 17 | 16 | +1    |
| 4. | Svizzera       | 9  | 8 | 3 | 3 | 2 | 21 | 19 | +2    |
| 5. | Italia         | 7  | 8 | 3 | 1 | 4 | 28 | 19 | +9    |
| 6. | Inghilterra    | 7  | 8 | 3 | 1 | 4 | 16 | 23 | -7    |
| 7. | Germania Ovest | 6  | 8 | 2 | 2 | 4 | 13 | 27 | -14   |
| 8. | Belgio         | 3  | 8 | 1 | 1 | 6 | 9  | 45 | -36   |
| 9. | Francia        | 0  | 8 | 0 | 0 | 8 | 3  | 34 | -31   |

## Campioni
| Campione d'Europa 1963 |
| ---------------------- |
| Portogallo 9º titolo   |